# Графічний дизайнер
Графічний дизайнер — професіонал в графічному дизайні та поліграфічній промисловості. В його обов'язки входить збір зображень разом, типографія, або графічна анімація, задля створення повноцінного дизайну. Графічний дизайнер створює графіку в основному для публікацій в друкованих або електронних ЗМІ, таку як брошури, реклама та інше. Вони також іноді відповідають за набір тексту, ілюстрування, призначенні для користувача інтерфейси та вебдизайн. Основний обов'язок дизайнера — представляти інформацію в доступній, приємній оку формі й у формі, що легко запам'ятовується.

## Професія графічний дизайнер
Робота графічного дизайнера — союз творчості і логіки. Графічний дизайнер вирішує одночасно кілька складних і важливих завдань. Продукт, який він створює (логотип, шрифт і ін.), повинен бути яскравим, незабутнім і неповторним, враховувати специфіку організації, для якої він розробляється, і при цьому бути придатним для друку. Тому для графічного дизайнера важливо, щоб його креативні ідеї строго підпорядковувалися законам логіки.

## Суть професії графічного дизайнера
Один з основних видів діяльності графічного дизайнера — створення фірмового (корпоративного) стилю компанії, або, використовуючи сучасний термін, айдентика фірми, тобто розробка логотипу, колірної гами, шрифту та інших речей.
Графічний дизайнер може працювати і в області поліграфії: створювати макети рекламної поліграфічної продукції (календарі, буклети), займатися дизайном пакування, сувенірної продукції, а також виконувати макети книг і журналів.
Основні клієнти:
- Видавництва;
- Редакції;
- Дизайнерські бюро та студії;
- Рекламні агентства;
- Приватні особи і фірми.

Основні навички, які потрібні в роботі:
- Знання основ дизайну: основи живопису і малюнка, колористики (використання кольору) і композиції та ін.;
- Спеціальні знання в області графічного дизайну: види та жанри графіки й графічних технік, робота зі шрифтами, типографіка, використання зображень, публікування в графічному дизайні;
- Володіння програмним забезпеченням для графічного дизайну (QuarkXPress, Photoshop, Illustrator, CorelDraw).

## Програми комп'ютерної графіки
Знання та вміння користуватися комп'ютерними програмами для графічного дизайну є основною вимогою для працевлаштування.
Найпоширенішим програмним забезпеченням в графічних студіях є комплект програм Adobe Creative Suite. Він складається з трьох основних програм: Photoshop (редагування і створення зображень; фотомонтаж); Illustrator (створення логотипів, типографія); Indesign (друкарня, графічна підготовка до друку).
Веб дизайнер може використовувати SWF, HTML, CSS, PHP, Javascript і інші мови програмування для створення графічного дизайну інтернет-сайтів. Дизайнер повинен знати процес виробництва продукту, методи обробки замовлення, а також розуміти принципи офсетного друку, фотографії та інтерактивних медіа, на зразок анімації, кіно, відео, та інших видів комп'ютерні мультимедіа.

## Інструменти
На додаток до відповідних технологій і знань, графічний дизайнер використовує критичне мислення і креативність. Однак, в основному, в залежності від спеціалізації або типу проєкту, з яким він працює, графічний дизайнер використовує такі засоби, як інструменти письма та малювання, наприклад, олівці й ручки. У пресі: принтери, каліграфічні друкарські машини, ротаційні машини. А в фотографії: фото або відео техніку.
У середині 1980-х зростання використання комп'ютерів у всьому світі й подальшу появу графічних додатків і додатків для електронної верстки поклало початок поколінню дизайнерів, здатних створювати візуальні елементи на комп'ютері. Які раніше сторювались вручну. Однак традиційні інструменти, такі як олівці або ручки, все ще корисні для деяких проєктів, навіть якщо для їх завершення використовуються комп'ютери. Дизайнер або артдиректор, наприклад, може зробити ескізи або малюнок-макет, і з його допомогою представити концепції корисні для графічного дизайну.
Деякі з цих ескізів, також, можуть бути показані замовнику на початковому етапі проєктування, щоб в підсумку дизайнер міг виправити помилки й реалізовати ідею замовника більш точно. На сьогодні комп'ютери вважаються незамінним інструментом в індустрії графічного дизайну й іноді розглядаються як більш ефективні інструменти, ніж традиційні методи. З усім тим, деякі дизайнери все ще продовжують використовувати останні.

## Виникнення терміна
Англійський термін «graphic design» (дисципліна, в якій працює графічний дизайнер) вперше був використаний в 1922 році в есе «New Kind of Printing Calls for New Design», написане американським ілюстратором Вільямом Аддисоном Двіггінсом. Метою цього есе було визначення ряда художніх дисциплін, орієнтованих на візуальне спілкування.
Графічний дизайнер це той, хто працює в області графічного дизайну, використовуючи в першу чергу його візуальні й технічні знання. Книга графічного дизайну WG Raffe, опублікована в 1927 році, вважається першою книгою, що використовує цей термін в назві.